# Партия национального возрождения (Литва)
Па́ртия национа́льного возрожде́ния (лит. Tautos prisikėlimo partija) — политическая партия в Литве. Основатель — популярный телеведущий и шоумен Арунас Валинскас. Среди членов партии с самого начала присутствовали известные телеведущие, актёры, эстрадные певцы и участники реалити-шоу.
Партия была основана в апреле 2008 года, произведя сенсацию в стране. Политические обозреватели высказывали опасения, что таким образом из политики Литвы делается цирк, на что лидер партии отвечал, что как раз с цирком в политике он и хотел бы покончить. Партия с момента создания декларировала свою открытость для совместной работы со всеми политическими силами, кроме называемых ею популистскими и пророссийскими, — с партией «Порядок и справедливость» и Трудовой партией, которые, по словам А. Валинскаса, «представляют достаточно большую угрозу не только внутренней безопасности, но и внешней».

## Выборы
В 2008 году Партия национального возрождения приняла участие в парламентских выборах. По результатам голосования 12 октября партия получила 13 мест в многомандатном округе, завоевав 15,09 % голосов (второе место). Кроме того, 9 представителей партии Валинскаса прошли во второй тур выборов в одномандатных округах. По результатам второго тура 26 октября выдвинутые партией кандидаты одержали победу в 3 округах. Таким образом, в парламент прошли 16 представителей Партия национального возрождения.
После выборов партия Валинскаса объединилась с Союзом Отечества — Литовскими христианскими демократами (45 мест в Сейме), Движением либералов Литовской Республики (11 мест), а также Союзом либералов и центра (8 мест), создав правящую коалицию, контролирующую 80 парламентских мандатов из 141. 17 ноября состоялось первое заседание Сейма созыва 2008—2012 годов, во время которого Валинскас лишь со второго раза был избран председателем Сейма.
На выборах в Европарламент 2009 года Партия национального возрождения потерпела сокрушительное поражение, получив лишь 1,04 % голосов и ни одного мандата.

## Скандалы и расколы
15 июля 2009 года в рядах парламентской фракции Партии национального возрождения произошёл раскол: 7 членов этого объединения из числа сторонников Валинскаса объявили о создании фракции «Дуба». Остальные участники некогда единого объединения некоторое время продолжали работать под своим старым названием, пока 10 сентября не было объявлено о новом названии этой группы депутатов — «Единая Литва» (12 мандатов).
15 сентября 2009 года Сейм отправил в отставку Валинскаса с поста председателя парламента (участники инициативной группы, собиравшей подписи в поддержку отставки упомянутого политика, высказали мнение, что «образ жизни спикера, его поведение, его управление парламентом не сочетаются с занимаемой им должностью и наносят вред всей политической системе государства»). 17 сентября новым председателем Сейма была избрана представитель христианских демократов Ирена Дегутене.
Также на пленарном заседании Сейма 17 сентября 2009 года было объявлено, что фракция «Дуба» меняет своё название и впредь будет называться фракцией Партии национального возрождения.
По данным на апрель 2010 года в рядах фракции Партии национального возрождения в Сейме осталось всего 7 депутатов (старостой фракции была Аруне Стирблите, заместителем старосты — Антанас Недзинскас).
Партия национального возрождения продолжала участвовать в правящей коалиции до окончания срока полномочий Сейма, в том числе и после того как она потеряла численное большинство в парламенте (70 мандатов из 141).
Согласно опросу общественного мнения Литвы, проведённому с 8 по 18 марта 2010 года, рейтинг Партии национального возрождения составлял лишь 0,7 % (проходной барьер на литовских парламентских выборах составляет 5 %).

## Некоторые известные члены
- Арунас Валинскас — лидер партии; продюсер, телеведущий, председатель Сейма Литвы (2008—2009)
- Ремигиюс Вилкайтис[лит.] — актёр, театральный педагог, министр культуры Литвы (2008—2010)
- Аста Баукуте — актриса, депутат Сейма Литвы (2008—2012)

## Прекращение существования
22 сентября 2011 года партия объединилась с Союзом либералов и центра.